# 塔本尼許 (華盛頓州)
塔本尼許（Toppenish）位於美國華盛頓州雅基馬縣。2010年美國人口普查時人口為8,949人。

## 資料來源
1. ↑  . United States Census Bureau.   [2008-01-31].
2. ↑  . United States Geological Survey. 2007-10-25  [2008-01-31].

## 外部連結
- （英文）塔本尼許商會
- （英文）雅卡馬傳奇賭場 （页面存档备份，存于）
- （英文）塔本尼許官方網站 （页面存档备份，存于）
- （英文）塔本尼許壁畫協會
- （英文）塔本尼許Pow Wow及馬術競賽會 （页面存档备份，存于）
- （英文）錫姆科堡
- （英文）北太平洋鐵路博物館 （页面存档备份，存于）
- （英文）塔本尼許歷史協會 （页面存档备份，存于）
- （英文）遺產大學 （页面存档备份，存于）
- （英文）塔中校友新聞 （页面存档备份，存于）
- （英文）華盛頓州塔本尼許－來去西北旅遊導覽
- （英文）雅基馬谷會議旅遊局 （页面存档备份，存于）